# Shelton and Hardwick
Shelton and Hardwick is een civil parish in het bestuurlijke gebied South Norfolk, in het Engelse graafschap Norfolk met 298 inwoners.